# Best Of (Between the Buried and Me)
Best Of è la prima raccolta del gruppo musicale statunitense Between the Buried and Me, pubblicata il 29 marzo 2011 dalla Victory Records.

## Descrizione
Contiene una selezione di venti brani incisi dal gruppo durante il periodo compreso tra The Silent Circus (2003) e The Great Misdirect 2009, con l'aggiunta di cinque brani dal vivo e un DVD con tutti i loro videoclip.

## Tracce
CD 1
1. Mordecai – 5:46
2. Ad a Dglgmut – 7:38
3. Aesthetic – 3:47
4. Shevanel Take 2 – 3:15
5. Alaska – 3:59
6. Selkies: The Endless Obsession – 7:23
7. All Bodies – 6:12
8. Backwards Marathon – 8:30
9. Foam Born A: The Backtrack – 2:13
10. Foam Born B: The Decade of Statues – 5:21
11. Prequel to the Sequel – 8:36
12. Viridian – 2:51
13. White Walls – 14:11

CD 2
1. Mirrors – 3:36
2. Obfuscation – 9:05
3. Mordecai (Live) – 5:33
4. Shevanel Cut a Flip (Live) – 6:55
5. Backwards Marathon (Live) – 9:03
6. Ad a Dglgmut (Live) – 8:11
7. Selkies: The Endless Obsession (Live) – 9:56

DVD
1. Mordecai (Music Video)
2. Alaska (Music Video)
3. Obfuscation (Music Video)
4. Synesthesia (Trailer)